# Gheorghi Părvanov
Gheorghi Sedefciov Părvanov (în bulgară Георги Седефчов Първанов, n. 28 iunie 1957) a fost Președinte al Bulgariei, între anii 2002 - 2012.
Anterior fost lider al Partidului Socialist Bulgar. Părvanov este căsătorit cu Zorka Părvanova. Împreună au doi copii, Vladimir și Ivailo.